# Баратеаз
Баратеаз (рум. Bărăteaz) насеље је у Румунији у округу Тимиш у општини Кнез. Oпштина се налази на надморској висини од 100 m.

## Прошлост
По "Румунској енциклопедији" први пут се помиње у документима 1411. године. Ту је према турском тефтеру 1554. године било 10 кућа. Године 1764. поново су га населили Румуни досељеници. Село Бараћаз је 1764. године било парохија у Варјашком протопрезвирату. Колонизацијом Немаца, ови су крајем 18. века постали већина. Православна црква брвнара Св. Параскеве, од греда покривена шиндром описана је 1758. године. Нови храм од чврстог материјала подигнут је 1824-1832. године.
Када је 1797. године пописан православни клир ту у "Бараћазу" је био један свештеник. Парох поп Јован Поповић (рукоп. 1769) служио се само са румунским језиком.
Меленчанин, племић Александар Трифунац је половином 19. века био поседник места Барачхаза.

## Становништво
Према подацима из 2021. године у насељу је живело 647 становника.

### Попис2002.
| Расподела становништва по националности 2002.‍ | Расподела становништва по националности 2002.‍ | Расподела становништва по националности 2002.‍ | Расподела становништва по националности 2002.‍ | Расподела становништва по националности 2002.‍ |
| --------------------------------------------- | --------------------------------------------- | --------------------------------------------- | --------------------------------------------- | --------------------------------------------- |
|                                               |                                               |                                               |                                               |                                               |
| Румуни                                        | Румуни                                        |                                               | 585                                           | 93,9%                                         |
| Мађари                                        | Мађари                                        |                                               | 15                                            | 2,4%                                          |
| Роми                                          | Роми                                          |                                               | 23                                            | 3,7%                                          |